# Art Wolfe
Art Wolfe (Seattle, 13 settembre 1951) è un fotografo e ambientalista statunitense, noto soprattutto per le immagini a colori di paesaggi, animali e culture native. Le sue fotografie documentano scene di tutti i continenti e centinaia di luoghi e sono state notate dai gruppi di difesa ambientale per il loro "straordinario" impatto visivo.
La carriera di Wolfe è stata descritta come "multiforme", coinvolgendo la difesa della fauna selvatica, l'arte, il giornalismo e l'educazione. Secondo William Conway, ex presidente della Wildlife Conservation Society, Wolfe è un "registratore prolifico e sensibile di un mondo naturale in rapida scomparsa". Negli ultimi 30 anni, il pubblico ha visto il lavoro di Wolfe in oltre sessanta libri pubblicati, tra cui Vanishing Act, The High Himalaya, Water: Worlds between Heaven & Earth, Tribes, Rainforests of the World e The Art of Photographing Nature.

## Biografia
I genitori di Wolfe erano entrambi artisti commerciali a Seattle, Washington. Wolfe si è laureato in Belle Arti presso l'Università di Washington . Entro quattro anni dalla laurea, Wolfe completò gli incarichi per la rivista National Geographic e produsse il suo primo libro fotografico che documentava i cestini dell'India nord-occidentale.
Art Wolfe ha pubblicato oltre 65 libri fotografici e video didattici sulle tecniche fotografiche. Il servizio postale degli Stati Uniti ha utilizzato le fotografie di Wolfe su due francobolli. È membro onorario della Royal Photographic Society e fa parte dei consigli consultivi della Wildlife Conservation Society, Nature's Best Foundation, Bridges to Understanding, ed è membro della International League of Conservation Photographers (ILCP).

### Serie televisive documentarie:Travels to the Edge con Art Wolfe
La serie televisiva pubblica, Travels to the Edge with Art Wolfe, è un progetto documentario che esplora temi ambientali di interesse visivo. Le prospettive di Art Wolfe su natura, diversità culturale, geografia e fotografia digitale sono al centro di ogni episodio, mentre si reca in nuove regioni globali. La serie è ospitata da Art Wolfe e supportata da un team cinematografico professionale (Karel Bauer, Field Director / Director of Photography; Sean White, Director of Photography; John Greengo, Field Production; e Gavriel Jecan, Field Production). 
Il programma è iniziato con la realizzazione di 13 episodi pubblicati nel 2007. Nel 2009, 26 episodi sono stati girati in quasi altrettante location, tra cui Patagonia, Madagascar, Alaska, Nuova Zelanda e India. Alcuni dei temi specifici affrontati includono i ghiacciai dell'Alaska e tatuaggi sacri creati da artisti Maori. Il programma è prodotto da Oregon Public Broadcasting (OPB), distribuito da American Public Television e trasmesso su Create. 
Nel 2015, Wolfe è apparso nelle serie televisiva australiana Tales di Luce.

### Metodologia fotografica e artistica
L'approccio di Wolfe alla fotografia naturalistica combina elementi di fotogiornalismo e fotografia artistica. Wolfe elenca le sue maggiori influenze come Ernst Haas ed Eliot Porter. Nel suo libro del 1994, Migrations, Wolfe ha presentato foto rigorosamente documentarie, così come altre migliorate. Attraverso un processo chiamato "clonazione", ad esempio, Wolfe ha cercato di migliorare i motivi visivi e creare foto con un impatto potenzialmente maggiore di quello originariamente catturato.

## Libri
- Light On the Land (1991, Beyond Words, Hillsboro, Oregon)
- Endangered Peoples (1993, Sierra Club, San Francisco)
- The Art of Photographing Nature (1993, Crown, New York)
- Migrations (1994, Beyond Words, Hillsboro, Oregon)
- Wasser: Welten zwischen Himmel und Erde (1997, Frederking & Thaler, Monaco di Baviera)
- Tribes (1997, Clarkson N. Potter, New York)
- Le foreste pluviali del mondo: acqua, fuoco, terra e aria (1998, Crown, New York)
- The Living Wild (2000, Wildlands, Seattle)
- Africa (2001, Wildlands, Seattle)
- High Himalaya (2001, Alpinisti, Seattle)
- Animal Action ABC (2003, Handprint, New York)
- Edge of the Earth, Corner of the Sky (2003, Wildlands, Seattle)
- Smithsonian Answer Book: Cats (2004, Smithsonian, Washington, DC)
- Vanishing Act (2005, Bulfinch, New York)
- On Puget Sound (2007, Sasquatch, Seattle)
- La nuova arte di fotografare la natura: una guida aggiornata alla composizione di splendide immagini di animali, natura e paesaggi (2013, Crown, New York)
- La terra è la mia testimonianza: la fotografia di Art Wolfe (2014, la Terra Aware, San Rafael, CA)
- Photographs from the Edge: A Master Photographer's Insights on Capturing a Extraordinary World (2016, Amphoto)

## Premi
- Fotografo dell'anno dalla rivista Photo Media, 1996.
- Eccezionale Nature Photographer of the Year, 1998, della North American Nature Photography Association[3]
- Premi Alfred Eisenstaedt per la rivista Magazine, aprile 2000
- Premio National Outdoor Book (Design and Artistic Merit), The Living Wild, 2001.
- Premio National Outdoor Book (Design and Artistic Merit), Edge of the Earth, Corner of the Sky, 2004.
- Fellowship onorario della Royal Photographic Society nel 2005.